# Albert Homs
Albert Homs Aguilar es un jugador de baloncesto español, que ocupa la posición de base. (Mataró, 23 de mayo de 1994). El 12 de diciembre de 2010 debuta con el primer equipo del Joventut de Badalona, siendo el cuarto jugador más joven en debutar. En el verano de 2013 Club Joventut de Badalona rescinde su contrato alegando que el club verdinegro ya no era el mejor escenario para la evolución del jugador. Semanas después firma con Obradoiro Clube de Amigos do Baloncesto, pero tras 2 temporadas de cesiones el conjunto santiagués da por finalizada la vinculación. En 2015, cuando el jugador se encontraba a la búsqueda de equipo para la nueva campaña, el Real Madrid lo incorpora a su pretemporada para suplir las bajas de los jugadores que se encontraban en ese momento disputando el Eurobasket.

## Trayectoria
- Unió Esportiva Mataró
- 2007-2008: Joventut de Badalona Infantil
- 2008-2009 y 2009-2010: Joventut de Badalona Cadete
- 2010-2011: Joventut de Badalona Junior A y Sénior
- 2011-2012: Joventut de Badalona Sénior y CB Prat Joventut (LEB Plata)
- 2012-2013: Joventut de Badalona Sénior y CB Prat Joventut (LEB Plata)
- 2013-2014: Obradoiro CAB [ACB, vinculado con el CB Marín PeixeGalego (LEB Plata)]
- 2014-2015: Club Basquet Coruña (LEB Oro)
- 2016 CB Prat (LEB Oro)
- 2016-2017 Club Baloncesto Peixefresco Marín (LEB Oro)
- 2017-2018 BC Martorell (LEB Plata)
- 2018-2019 Torrons Vicens CB L´Hospitalet

## Palmarés
Con su Club
- Subcampeón de la Minicopa infantil (Vitoria, febrero de 2008).[6]
- Subcampeón de España Infantil (Monzón - Huesca, junio de 2008).[7]
- Subcampeón del Torneo Infantil de Olmedo Ciudad del Caballero (Olmedo - Valladolid, marzo de 2008). Máximo anotador del torneo.[8]
- 3º clasificado en el Campeonato de España Cadete por Autonomías con la selección de Cataluña (Zaragoza, enero de 2010).[9]
- Participante del Jordan Brand Classic International (Nueva York, abril de 2010) en el Madison Square Garden de Nueva York.[10]
- Subcampeón de España Cadete (Durango, junio de 2010)[11]
- Campeón de Cataluña Junior (Vich, abril de 2011)[12]
- Subcampeón de España Junior (Porriño y Tuy - Pontevedra, mayo de 2011)[13]

Con la Selección Española
- Mejor jugador del Torneo Internacional de Selecciones U16 de Gijón (Gijón, julio de 2010)[14]
- Subcampeón del Torneo Internacional de Selecciones U16 de Ragusa (Ragusa - Italia, 2010). Elegido jugador con mayor proyección del torneo.[15]
- 4º Clasificado en el Campeonato de Europa U16 (Bar - Montenegro, agosto de 2010).[16]
- Campeón de Europa U18 (Polonia, julio de 2011)[17]